# Zorotypus
Zorotypus är ett släkte av jordlöss. Zorotypus ingår i familjen Zorotypidae.
Zorotypus är enda släktet i familjen Zorotypidae.

## Bildgalleri

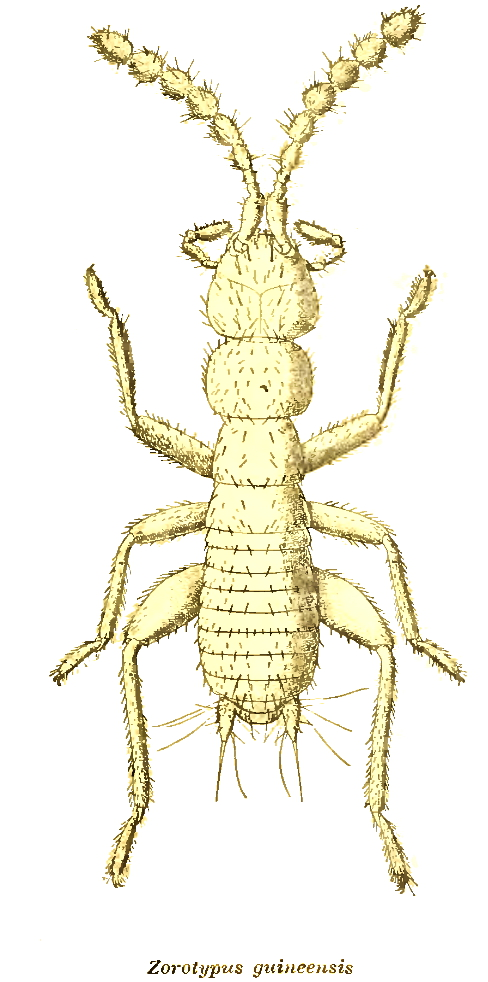

## Dottertaxa tillZorotypus, i alfabetisk ordning[1]
- Zorotypus barberi
- Zorotypus brasiliensis
- Zorotypus buxtoni
- Zorotypus caudelli
- Zorotypus ceylonicus
- Zorotypus congensis
- Zorotypus cramptoni
- Zorotypus delamarei
- Zorotypus guineensis
- Zorotypus gurneyi
- Zorotypus hamiltoni
- Zorotypus hubbardi
- Zorotypus huxleyi
- Zorotypus javanicus
- Zorotypus juninensis
- Zorotypus lawrencei
- Zorotypus leleupi
- Zorotypus longicercatus
- Zorotypus manni
- Zorotypus medoensis
- Zorotypus mexicanus
- Zorotypus neotropicus
- Zorotypus newi
- Zorotypus philippinensis
- Zorotypus shannoni
- Zorotypus silvestrii
- Zorotypus sinensis
- Zorotypus snyderi
- Zorotypus swezeyi
- Zorotypus weidneri
- Zorotypus vinsoni
- Zorotypus zimmermani